# Waldemar Łazuga
Waldemar Łazuga (ur. 21 stycznia 1952 w Świdwinie) – polski historyk, profesor nauk humanistycznych. Specjalizuje się w historii powszechnej XIX i XX wieku.

## Życiorys

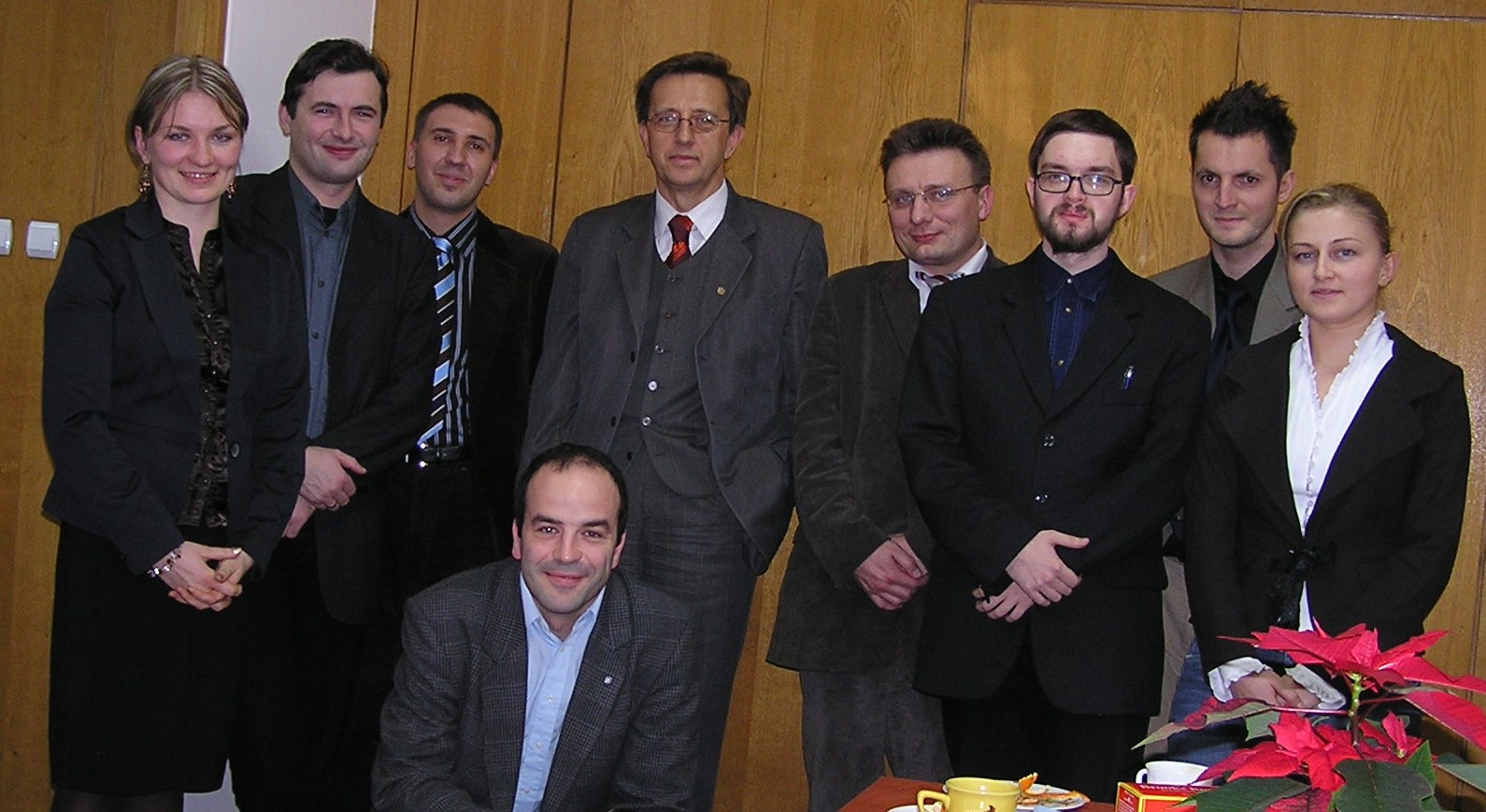
Pracownicy i doktoranci Pracowni Kultury i Myśli Politycznej UAM w grudniu 2006 r.

Ukończył studia historyczne na Wydziale Filozoficzno-Historycznym Uniwersytetu im. Adama Mickiewicza w Poznaniu – praca magisterska pod kierunkiem prof. dra hab. Janusza Pajewskiego, rozszerzone o dyscypliny prawnicze, historię sztuki i socjologię. W 1975 otrzymał dyplom ukończenia studiów z wyróżnieniem. Następnie asystent i starszy asystent w Instytucie historii UAM. W 1979 – doktorat z wyróżnieniem na podstawie pracy: Michał Bobrzyński. Myśl historyczna a działalność polityczna (trzy edycje) [promotor: Janusz Pajewski]. W 1990 uzyskał habilitację z wyróżnieniem na podstawie pracy: „Rządy polskie” w Austrii: Gabinet Kazimierza hr. Badeniego.
Od 1990 – profesor nadzwyczajny UAM, od 1999 – profesor tytularny. Autor 13 książek i podręczników szkolnych (do szkoły podstawowej, gimnazjum, liceum). Napisał m.in.: Zrozumieć dzieje. Wiek XIX, Gabriel Narutowicz. Pierwszy prezydent II Rzeczypospolitej (wespół z prof. dr hab. Januszem Pajewskim), Przeszłość z bliska, Rzeczy mniejsze i większe, Jarogniew Drwęski. Pierwszy prezydent Poznania oraz kilkadziesiąt artykułów naukowych w pracach zbiorowych poświęconych zwłaszcza myśli politycznej XIX i XX w. Laureat nagród ministerialnych i rektora UAM wygłaszał wykłady we wszystkich większych ośrodkach akademickich w kraju, a także w Wiedniu, Berlinie, Rzymie, Pradze, Brnie, Kijowie, Lwowie i Mińsku. Od 1996 przez dwie kadencje dyrektor Centrum Studiów Otwartych na UAM. Od 2003 do 2022 pełnił funkcję kierownika Pracowni (od maja 2008 Zakładu Kultury i Myśli Politycznej) na UAM. Zatrudniony na Uniwersytecie Kaliskim im. Prezydenta Stanisława Wojciechowskiego. Kierownik grantu „Prezydent Stanisław Wojciechowski. Jego wiek, dokonania, pamięć” w ramach programu "Nauka dla Społeczeństwa II", którego realizacja zaplanowana jest na lata 2023-2026. W latach 1999–2002 członek Komitetu Nauk Historycznych PAN, inicjator i pomysłodawca wielu spotkań i konferencji. 
W czerwcu 2022 został członkiem korespondentem Polskiej Akademii Umiejętności. Od 19 września 2023 pełni funkcję kierownika Stacji Naukowej PAU w Poznaniu.  
Prorektor, a następnie – od października 2002 do sierpnia 2008 – rektor Wyższej Szkoły Nauk Humanistycznych i Dziennikarstwa w Poznaniu. Wiceprzewodniczący Konferencji Rektorów Uczelni Niepaństwowych, a następnie od 2005 wiceprzewodniczący Konferencji Rektorów Zawodowych Szkół Polskich. Wiceprzewodniczący Rady Naukowej Instytutu Zachodniego. Inicjator nagrody Amicus hominis et veritatis przyznawanej przez WSNHiD. (laureaci to: Jacek Kuroń, Jan Twardowski, Jacek Łuczak, Agnieszka Holland, Maria Janion).
Był działaczem i członkiem władz Kongresu Liberalno-Demokratycznego i Unii Wolności. Był członkiem Rady Krajowej Platformy Obywatelskiej.
Zaangażowany w życie miasta i regionu. Doradca marszałka województwa wielkopolskiego, Marka Woźniaka. Przewodniczy Rady Programowej OTVP pięciu kadencji. Stale współpracuje z prasą, radiem i telewizją. Autor felietonów w „Głosie Wielkopolskim” i "Gazecie Wyborczej". Publikuje w "Tygodniku Powszechnym", "Gazecie Poznańskiej”, „Rzeczypospolitej”, „Gazecie Wyborczej” i „Polityce”. Od 2003 – wiceprezes Towarzystwa Opieki Paliatywnej i współpracownik prof. Jacka Łuczaka, któremu pomaga zbierać fundusze. Członek, a od stycznia 2005 przewodniczący kapituły „Złotego Hipolita” przy Towarzystwie im. Hipolita Cegielskiego. Autor lub współautor kilkudziesięciu audycji radiowych i telewizyjnych. Ekspert Centralnej Komisji Egzaminacyjnej i Komisji do spraw nowej matury. Recenzent wielu programów edukacyjnych. W 2020 został ekspertem ds. rozwoju kompetencji kluczowych w projekcie Cyfrowa Szkoła Wielkopolsk@ 2020. Członek Rady Nadzorczej "Tygodnika Powszechnego".
W 2003 otrzymał Medal Komisji Edukacji Narodowej. W 2004 odznaczony został Krzyżem Kawalerskim Orderu Odrodzenia Polski za „wybitne zasługi w pracy naukowej i dydaktycznej oraz za działalność społeczną”. W maju 2005 otrzymał medal Labor Omnia Vincit, przyznawany przez prezydenta (prezesa) Towarzystwa im. Hipolita Cegielskiego. W październiku 2005 został odznaczony „Medalem za zasługi dla Województwa Wielkopolskiego”. W 2011 odznaczony Krzyżem Oficerskim Orderu Odrodzenia Polski. Za Kalkulować… otrzymał dwie prestiżowe nagrody historyczne: warszawską „Clio” i krakowską imienia Wacława Felczaka i Henryka Wereszyckiego. W 2024 roku nominowany do nagrody w konkursie im. Jana Długosza za książkę: ''Uwikłani w przeszłość''.
Jego uczniami są historycy: Grzegorz Kucharczyk, Rafał Dobek, Mariusz Menz, Damian Szymczak, Sebastian Paczos, Piotr Napierała, Karol Kujawa, Anna Chudzińska, Marcin Zawada, Sandra Użule-Fons.

## Książki
- Michał Bobrzyński: Myśl historyczna a działalność polityczna, PWN Warszawa 1982, ostatnie wznowienie Toruń 2005.
- Rządy polskie W Austrii: Gabinet Kazimierza Hr. Badeniego, 1895–1897, UAM, Poznań 1991.
- Gabriel Narutowicz. Pierwszy prezydent Rzeczypospolitej (wspólnie z Januszem Pajewskim), Książka i Wiedza, 1993, ISBN 83-05-12624-2.
- Profesor. Rzecz o Januszu Pajewskim, UAM, Poznań 1997.
- Rzeczy większe i mniejsze, Wyższa Szkoła Nauk Humanistycznych i Dziennikarstwa w Poznaniu, 2002.
- Historia powszechna. Wiek XIX, Poznań 1999, Poznań 2003.
- Historia – czasy nowożytne (do 1815), Kraków 2000.
- Ostatni Stańczyk. Michał Bobrzyński, Toruń 2004.
- Znany nieznany prezydent Poznania. Rzecz o Jarogniewie Drwęskim.
- Kalkulować... – Polacy na szczytach C.K. Monarchii, Zysk i S-ka, Poznań 2013.
- Okiem Stańczyka, Wydawnictwo Poznańskie, Poznań 2017.
- Portret rodziny – z herbem – we wnętrzu, Wydawnictwo Poznańskie, Poznań 2019, ISBN 978-83-7976-162-3.
- Uwikłani w przeszłość, Wydawnictwo Zysk i S-ka, Poznań 2023.
- Wspomnienia cesarsko-królewskiej guwernantki, Wydawnictwo Zysk i S-ka, Poznań 2024.

## Redakcja
- W. Łazuga, S. Paczos (red.), Poznań-Szczecin-Wrocław. Trzy uniwersytety, trzy miasta, trzy regiony, Libron, Kraków 2010, ISBN 978-83-62196-13-5.
- W. Łazuga, S. Paczos (red.),Między polityką, historią a pamięcią historyczną Studia z dziejów Polski okresu porozbiorowego, Wydawnictwo Instytutu Historii UAM, Poznań 2015.
- W. Łazuga, S. Paczos (red.), Wokół Gabriela Narutowicza, pierwszego prezydenta Drugiej Rzeczypospolitej, Wydawnictwo Wydziału Historii Uam, Poznań 2024.
- W. Łazuga, S. Paczos (red.), Wielkopolska i jej stolica 100 lat po śmierci Jarogniewa Drwęskiego pierwszego Prezydenta Miasta Poznania w niepodległej Polsce, Wydawnictwo Wydziału Historii Uam, Poznań 2024,ISBN 978-83-67284-54-7

## Niektóre artykuły
- Marzyciele i realiści, [w:] T.Sikorski, A. Wątor (red.), Marzyciele i realiści. O roli tradycji w polskiej myśli politycznej od upadku powstania styczniowego do XXI wieku, Szczecin 2009, s. 13–20, ISBN 978-83-7518-140-1.